# Мечислав Домарадски
Мечѝслав Марѝан Домара̀дски или Домара̀дзки (на полски: Mieczysław Marian Domaradzki) е полски и български археолог, професор, член на Българската академия на науките

## Биография
Роден е на 2 октомври 1949 г. в Бжег, Полша. Следва археология в Ягелонския университет в Краков. През 1973 г. спечелва докторантска стипендия в БАН и започва да работи на територията на древна Тракия. През 1976 г. защитава докторска дисертация на тема „Тракия и келтските нашествия“ под научното ръководство на проф. д-р Иван Венедиков. През 1989 г. се хабилитира в БАН. Под негово ръководство е създадена компютърна програма „Археологическа карта на България“ с информация за 15 000 археологически обекта. Работи в областта на селищната археология в Тракия през I хил. пр.н.е. През 1988 г. локализира гръцки търговски център в сърцето на Тракия – Пистирос, (община Септември). Последното му откритие през 1998 г. е неизвестен античен градски център в землището на село Долно Сахране, Казанлъшко.
Основният обект на изследванията му е Пистирос. В проучванията взимат участие екипи от Карловия университет в Прага, университетите в Брадфорд и Ливърпул, Френската археологическа школа в Атина. Благодарение на неговите усилия е създаден археологически музей в Септември през 1995 г., който през 2005 г. е именуван на негово име. Организатор и участник в множество конференции в България, Полша и други европейски страни. Изнася лекции в Ягелонския университет в Краков, в университетите във Вроцлав, Познан, Варшава, Карловия университет в Прага. Води курсове лекции във Великотърновския университет и Нов български университет. От 1997 г. е професор и ръководител на катедра по археология в университета в Ополе, Полша.
Автор е на над 100 публикации, сред които „Келтите на Балканския полуостров“ – София, 1984 г., „Трако-гръцки търговски отношения“ – септември, 1993 г., „Пистирос“, том I – Прага, 1996 г.
Умира от инфаркт на 48 години на 26 юни 1998 г. в град Септември.

## Други
Мечислав Домарадски е известен сред колегите си с това, че след приключване на археологическия сезон нарязвал на малки парченца капачки от буркани (до 1990 г. киселото мляко в България се продава в стъклени буркани с капачки от алуминиево фолио) и засипва с тях целия обект по който е работил, с цел да предотвратява иманярски набези и да забавя вандалите копаещи незаконно по археологически обекти.